# Заклинателят
„Заклинателят“ (на английски: The Exorcist) е американски свръхестествен филм на ужасите от 1973 г. Базиран е на бестселърът Заклинателят, режисиран от Уилям Фридкин.
Според Американския филмов институт „Заклинателят“ е сред десетте най-добри филми, от които те побиват тръпки, в американското кино.

## Сюжет
Внимание:  Текстът по-долу разкрива сюжета на произведението (или части от него)!
Отец Мерин е на археологически разкопки в древния град Хатра, Ирак. Той е предупреден, че малка фигурка, намерена при разкопките наподобява дяволско създание. По-късно той отива при статуята на Пазузу - повелител на демоните на вятъра от асирийската и вавилонската митология. Когато се завръща в родината си, Пазузу обладава младо момиче.

## В ролите
| Изпълнител     | Роля                      |
| -------------- | ------------------------- |
| Елън Бърстин   | Крис Макнийл              |
| Макс фон Сюдов | Отец Ланкастър Мерин      |
| Джейсън Милър  | Отец/д-р Демиън Карас     |
| Линда Блеър    | Ригън Макнийл             |
| Кити Уин       | Шарън Спенсър             |
| Лий Джей Коб   | лейтенант Уилям Киндерман |
| Марк Макалей   | Дигър Соумс               |

## Сериал
На 23 септември 2016 г. е премиерата на едноименния сериал, който проследява живота на Ригън 43 години по-късно.